# Christ Church Nichola Town

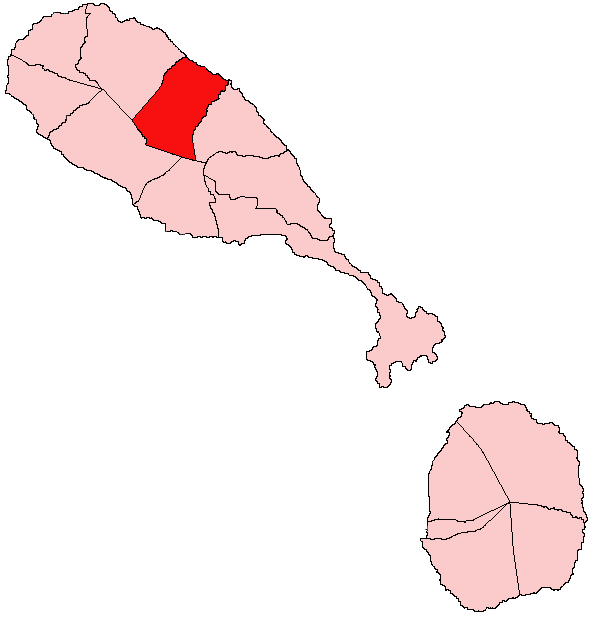

Christ Church Nichola Town – parafia w północno-wschodniej części wyspy Saint Kitts należącej do Saint Kitts i Nevis. Jej stolicą jest Nichola Town. Powierzchnia parafii wynosi 18,6 km², liczy ona 2059 mieszkańców (2001).